# Лю Янь (Западная Хань)
Лю Янь (кит. трад. 劉縯, пиньинь Líu Yǎn; I век до н. э., уезд Цайян, округ Наньян, империя Хань — 23), взрослое имя Бошэн (кит. 伯升) — китайский военный времён империи Хань.

## Биография
Лю Янь принадлежал к шестому поколению потомков императора Цзин-ди. Отец Лю Яня — Лю Цинь — управлял уездом Наньдунь (南頓令). Отец Лю Циня — Лю Хуэй — был заместителем военного губернатора округа Цзюйлу (鉅鹿都尉). Отец Лю Хуэя — Лю Вай — возглавлял округ Юйлинь (鬱林太守). Лю Вай был сыном Чунлинского хоу Цзе (舂陵節侯) Лю Мая. Лю Май был сыном Чаншаского князя Дина (長沙定王) Лю Фа — сына императора Цзин-ди и брата императора У-ди. Таким образом, Лю Янь являлся троюродным братом занявшего впоследствии трон Лю Сюаня, также являвшегося потомком Лю Фа.
Лю Цинь был женат на дочери некоего Фань Чуна, и у него родилось три сына — Лю Янь, Лю Чжун и Лю Сю. Лю Цинь умер рано, и три брата воспитывались у дяди Лю Ляна.
Когда в 22 году практически вся страна восстала против основанной узурпатором Ван Маном империи Синь, Лю Янь также подготовил своё восстание. Он планировал вместе с братьями, а также Ли Туном и его кузеном Ли И похитить губернатора Наньянского округа и призвать жителей округа присоединиться к восстанию. Но молодёжь из их родных мест в Чунлине испугалась, и согласилась присоединиться к восстанию лишь тогда, когда к нему согласился примкнуть Лю Сю, рассудив, что если уж такой осторожный человек как Лю Сю решил участвовать в восстании, то дело верное. Однако известия о плане восстания просочились наружу, и Ли Тун с Ли И чудом избежали гибели (хотя их семьи были вырезаны). Лю Янь изменил план, и убедил присоединиться к нему две группировки войск горы Люйлинь. Поначалу они одержали ряд побед, и, воодушевлённый успехами, Лю Янь повёл войска прямо на столицу Наньянского округа Ваньчэн, где потерпел тяжёлое поражение. Лю Янь, Лю Сю и их сестра Лю Боцзи сумели спастись, однако брат Лю Чжун и сестра Лю Юань погибли в битве. Союзники Лю Яня хотели покинуть его, однако тот сумел уговорить их остаться, а также уговорил присоединиться ещё один отряд «войск горы Люйлинь». В 23 году они одержали крупную победу над синьскими войсками и убили наньянского губернатора.
Военные успехи сделали Лю Яня популярным среди повстанцев, и многие хотели видеть его на троне восстановленной империи Хань, однако его энергичная фигура не устраивала лидеров восставших, и они предпочли возвести на трон слабого Лю Сюаня, взявшего тронное имя «Гэнши-ди», а Лю Янь стал главным министром (大司徒).
После того, как силы Гэнши-ди разгромили последнее крупное войско Ван Мана в битве при Куньяне, Гэнши-ди быстро признали легитимным императором (по крайней мере номинально) практически по всей стране. Однако Лю Сюань продолжал опасаться Лю Яня, и был в курсе, что многие недовольны тем, что императором стал Лю Сюань, а не Лю Янь. Когда один из сторонников Лю Яня — Лю Цзи — стал критиковать императора, то Лю Сюань приказал арестовать его и казнить. Лю Янь попытался вмешаться, и тогда Лю Сюань, подзуживаемый переметнувшимся на его сторону Ли И и Чжу Вэем, воспользовался этой возможностью чтобы казнить и Лю Яня.
Лю Сю сумел избежать императорского гнева, и приютил у себя сыновей Лю Яня. Впоследствии, став императором Восточной Хань, он даровал Лю Янь посмертный титул Циского У-вана.